# Sebastiano-schaueria
Sebastiano-schaueria es un género monotípico de plantas fanerógamas perteneciente a la familia Acanthaceae. El género tiene una especie de plantas herbáceas: Sebastiano-schaueria oblongata, que es originaria de Brasil.

## Taxonomía
Sebastiano-schaueria oblongata fue descrita por Christian Gottfried Daniel Nees von Esenbeck y publicado en Flora Brasiliensis 9: 158. 1847.